# Buddelundiella armata
Buddelundiella armata is een pissebed uit de familie Buddelundiellidae. De wetenschappelijke naam van de soort is voor het eerst geldig gepubliceerd in 1897 door Silvestri.